# En peu de pau
En peu de pau és una iniciativa ciutadana creada per estendre i promoure la resistència civil pacífica i no violenta durant les mobilitzacions, a partir del feminisme, l'antimilitarisme i el cooperativisme. El seu objectiu és fer difusió d'informació, missatges i consignes de comportament que evitin que les manifestacions acabin amb cap mena de disturbis o incidents.
La iniciativa la formen entitats i col·lectius que ja fa temps que participen en mobilitzacions, que n'organitzen o que donen suport a iniciatives pacifistes com ara col·lectius de bombers, agents rurals, camperols i estibadors, l'entitat Casa nostra, casa vostra, Universitats per la República, els Comitès de Defensa del Referèndum, Som defensors, la Federació Catalana d'Escoltisme i Guiatge, l'ANC, Òmnium Cultural, el Centre UNESCO de Catalunya, FundiPau i el CIEMEN.
En l'acte de presentació, que va tenir lloc a Barcelona el 18 d'octubre de 2017, hi van participar l'activista Ruben Wagensberg, que va explicar que la plataforma seria un canal d'informació cap a la ciutadania però també una via de desintoxicació de falsos rumors, el periodista i exdiputat David Fernàndez, que va destacar la importància de la desobediència civil i la resistència no-violenta, la filòsofa Marina Garcés, que va reflexionar sobre l'entitat com un espai d'intel·ligència col·lectiva fonamentat en la confiança contra el mecanisme de la por, i la representant d'Universitats per la República Aina Delgado, que va explicar que pels universitaris la revolució està sent la millor escola.